# 水口镇 (黎平县)
水口镇，是中华人民共和国贵州省黔东南苗族侗族自治州黎平县下辖的一个乡镇级行政单位。

## 行政区划
水口镇下辖以下地区：
水口社区、水口村、河口村、岑信村、岑遂村、美嫩村、滚政村、金抗村、平善村、岑比村、南江村、已信村、八劳村、务孖村、务赧村、归仁村、宰洋村、已流村、花柳村、迫东村、青榜村、宝塘村、水塘村、八列村、东郎村、归双村、岩湾村、光明村、金池村、已埃村、归龙村、碰洞村、控洞村、胜利村、三联村、大斗村、乍团村和已立村。

## 交通
厦蓉高速公路经过境内，目前水口至贵阳段已开通，水口至广西段正在修建中。水口镇至黎平县全程高速，黎平前往水口的高速在从江洛香接厦蓉高速。洛香同时有贵广高铁经过，站名为从江东站。水口镇到从江东站走高速半个小时路程。

## 中国传统村落
2013年8月，东郎村、花柳村、南江村、茨洞村、宰洋村宰直寨被评为第二批中国传统村落。